# Kelepcében (Hősök)
A Kelepcében a Hősök című amerikai televíziós sorozat tizenharmadik epizódja.

## Cselekmény
|  | Alább a cselekmény részletei következnek! |

- Peter látja azt az embert az utcán, akit az álmában is. Megállítja, de az ember láthatatlan, és nem érti, hogy láthatja őt. A férfi elmegy, aztán Peter újra láthatóvá válik. Nathan felkeresi Mohindert, mert úgy gondolja, hogy talán ott van Peter. Mohinder és Nathan együtt próbálják megkeresni Peter-t. Peter továbbra is követi a láthatatlan embert. Segítséget kér tőle, hogy tanítsa meg neki használni az erejét, de a férfi elküldi Peter-t. Peter megpróbál elmenni a városból, de Nathan és Mohinder nem hagyja, mert megtalálják. Peter beszél Nathannel, és egy óvatlan pillanatban lelép. Mire Nathan-ék kilépnek az ajtón már csak azt látják, hogy az ablak ki van nyitva, azt hiszik, hogy elrepült. Közben ott van a szobában, és láthatatlan, de Mohinder látja mert ott van mellette a láthatatlan ember. A férfi megígéri Peternek, hogy megtanítja, mégsem akarja hagyni, hogy ennyien meghaljanak.
- Nikit egyfolytában nyugtatózzák. Azután egy pszichiáter látogatja meg Nikit. Niki el akarja küldeni, és a kényszerzubbonyt is vissza akarja venni, mert fél, hogy bárkit is bántani fog. D.L.-nem nehezére esik pénzhez jutni, ami miatt összeveszik Micah-val. D.L. meglátogatja Niki-t, és ki akarja vinni, mert egyedül nem képes boldogulni, de Niki nem mer elmenni, ezért bent marad. Micah az iskolába menet lát egy bankautomatát, ráteszi a kezét és rengeteg pénz kijön belőle... A pszichiáter beszélni akar Jessicával, de Niki nem engedi, mert fél. Micah megmutatja az apjának, hogy szerzett némi pénzt. A táskája tele van pénzzel...
- Matt a felesége gondolataiban olvasgat, ami Janice élvez is. Matt elmondja neki, hogy szerinte a Haiti és Mr. Bennet tette ezt vele, de Janice szerint ez már őrültség, és egy kis idő után kezdi idegesíteni a dolog, hogy Matt állandóan a fejében van. Matt fel akarja jelenteni Bennetéket, de hülyének nézik Mattet, ezért visszavonja a feljelentést, és elveszik tőle a jelvényét. Otthon elmondja Janice-nek, és eléggé le van törve. Janice viszont meglepi Matt-et azzal, hogy kisbabájuk lesz.
- Bennet még mindig fogva tartja Sylart. Sylar már nem sokáig bírja, de Bennet még azt akarja, hogy sokáig szenvedjen. Caire és Zach a családik számítógépen kutakodnak Bennet után, de nem találnak semmit. Bennet épp akkor ér haza, de sikeresen kimagyarázzák magukat. Azután Claire a Haiti-t akarja hívni. Beszél a Haiti-val. Az igazi szüleiről kérdezősködik. A Haiti csak annyit tud, hogy az anyja 14 évvel ezelőtt meghalt, az apját pedig nem ismeri. Bennet-et meggyőzi a felesége, hogy Claire nem emlékszik semmire, anélkül, hogy tudná, miről van szó. Sylar az orvos szerint meghalt, de nem... Noah meglátogatja a lányát a szobájában, és látja a szélcsengőt Claire ablakában, amit azért rakott ki, hogy hívja a Haitit. Nem szól egy szót sem róla. Claire hívogatja a Gordon családokat, míg végre rá nem talál az anyjára, kiderül, hogy nem halott, sőt neki is van képessége, tüzet gyújt a kezével. Bennet visszamegy Sylarhez. Látja letakarva a hullát, és mikor leveszi a lepedőt, látja, hogy nem Sylar a halott, hanem az orvos, Sylar pedig ott áll mögötte.
- Hiro nem tudja használni a képességét a kard nélkül. Amikor Andóval visszamennek a kocsijukhoz, egy ember várja őket, menekülni próbálnak, de nem egyedül van a férfi. Egy kocsi alá bújnak el, de mikor a kocsi elmegy, megtalálják őket, és el is viszik mindkettőjüket. El akarják küldeni Hirót és Andót vissza Tokióba, hogy hagyjanak fel a világmegmentő akciójukkal, de Hiro nem megy sehova. Elviszik Hirót, és kiderül, hogy apja kérte ezt tőlük.

## Elbeszélés
Ha élünk azzal ami bennünk lakozik a lehetőségeink végtelenek. A jövő ígéretekkel, a jelen reményekkel biztat. De ha dacolunk ösztöneinkkel, ha ellenállunk belső késztetésünknek, bizonytalanná válik minden. Hová vezet ez az út, meddig tart a változás, az átalakulás ajándék vagy átok?Akik félnek attól ami előttük áll azok számára életbevágó hogy valóban meg tudjanak változni.

## Érdekességek
- Kiderül, hogy Claire anyjának is van képessége, mégpedig az, hogy tüzet tud gyújtani a kezével.